# Свобода или смърт (скулптура в Трявна)
„Свобода или смърт“ е статуя в Трявна, събирателен образ на българките, ушили знамената за участниците във въстанията за Освобождение на България. Свързвана е с Райна Княгиня, най-известната от тях.

## Композиция
Представлява скулптура на 2 женски фигури на открито, приведени над знаме с извезан надпис „Свобода или смърть“.
Няма надписи или данни да е изобразена конкретно Райна Княгиня. Никоя от фигурите не прилича на нея. При това композицията се разминава и с историческия факт, че Райна е везала сама знамето в скривалището си у дома, и то в тъмните часове на нощта.

## Копие в Ботевград
Такава скулптура, но изработена от мрамор, има също и в Ботевград. На паметника е отбелязано, че е изработена от скулпторката Мария Гергова през 1976 г.